# ماشین (مجله)
مجله ماشین قدیمی‌ترین پرتیراژترین و پرطرفدارترین ماهنامه‌ی تخصصی اتومبیل در ایران است. نخستین شماره‌ی این نشریه در مهر ۱۳۵۸ چاپ شد. این نشریه تا اسفند ۱۳۶۵ در ۹۰ شماره منتشر شد، اما به دلیل مشکلات در زمان جنگ انتشار آن متوقف شد. انتشار مجله ماشین از تابستان ۱۳۶۹ از سر گرفته شد و تاکنون ادامه دارد. این نشریه در روز ۵ام هر ماه در تهران و اول هر ماه بعد در تمام شهرستان‌های کشور منتشر می‌شود و در حال حاضر معتبرترین مجله تخصصی کاربردی اتومبیل در ایران است. ماهانه بیش از ۵۰۰هزار نفر این مجله را مطالعه می‌کنند و حدود ۲۰۰۰ کتابخانه عمومی سراسر کشور مشترک این نشریه‌اند.